# Anthology 1
Anthology 1 är ett musikalbum med den engelska popgruppen The Beatles från 1995. Albumet är det första i en serie av tre (uppföljarna heter Anthology 2 och Anthology 3) och innehåller rariteter och alternativa tagningar från bandets tid som The Quarrymen fram till inspelningen av Beatles for Sale 1964. Det innehåller även låten Free as a Bird, en gammal John Lennon-demo som de övriga i bandet bearbetat och spelat in bakgrundsmusik och nya partier till. Låten producerades av Jeff Lynne och kallades den första nya Beatleslåten på 25 år. 
Några av inspelningarna på Anthology 1 innehåller inspelningar med Stuart Sutcliffe och Pete Best, två Beatlesmedlemmar som slutade i bandet innan första skivan släpptes. Sutcliffe, bandets första basist som slutade i gruppen och ersattes av Paul McCartney är med på inspelningarna av Hallelujah, I Love Her So, You'll Be Mine och Cayenne.  Best, som var bandets trummis fram till strax efter deras framgångsrika EMI-audition 1962 och ersattes av Ringo Starr, medverkar på spår 10-12, 15-19, 21 och 22 på första skivan. 

## Låtlista
- Alla låtar är skrivna av Lennon-McCartney, om inget annat anges.

### Skiva 1
1. Free as a Bird (Lennon/Lennon-McCartney-Harrison-Starkey)
2. We were four guys ... that's all (John Lennon pratar med Jann Wenner)
3. That'll Be the Day [Mono] (Allison-Holly-Petty)
4. In Spite of All the Danger [Mono] (Paul McCartney och George Harrison)
5. Sometimes I'd borrow ... those still exist (Paul McCartney pratar med Mark Lewisohn)
6. Hallelujah, I Love Her So [Mono] (Charles)
7. You'll Be Mine [Mono] (Paul McCartney och John Lennon)
8. Cayenne [Mono] (Paul McCartney)
9. First of all ... it didn't do a thing here (Paul McCartney pratar med Malcom Threadgill)
10. My Bonnie (traditionell, arrangerad av Tony Sheridan)
11. Ain't She Sweet (Ager-Yellen)
12. Cry for a Shadow (Harrison-Lennon)
13. Brian was a beautiful guy ... he presented us well (John Lennon pratar med David Wigg)
14. I secured them ... a Beatle drink even then (Brian Epstein från A Cellarful of Noise)
15. Searchin' [Mono] (Leiber-Stoller) (Decca audition)
16. Three Cool Cats [Mono] (Leiber-Stoller) (Decca audition)
17. The Sheik of Araby [Mono] (Smith och Wheeler-Snyder) (Decca audition)
18. Like Dreamers Do [Mono]  (Paul McCartney) (Decca audition)
19. Hello Little Girl [Mono]  (John Lennon) (Decca audition)
20. Well, the recording test ... by my artists (Brian Epstein från A Cellarful of Noise)
21. Bésame Mucho [Mono] (Velázquez-Skylar)
22. Love Me Do [Mono]
23. How Do You Do It? [Mono] (Murray)
24. Please Please Me [Mono]
25. One After 909 (Tagning 3, 4 & 5) [Mono]
26. One After 909 (Tagning 4 & 5) [Mono]
27. Lend Me Your Comb [Mono] (Twomey-Wise-Weisman)
28. I'll Get You (Live på London Palladium) [Mono]
29. We were performers ... in Britain (John Lennon pratar med Jann Wenner)
30. I Saw Her Standing There (Live i Stockholm) [Mono]
31. From Me to You (Live i Stockholm) [Mono]
32. Money (That's What I Want) (Live i Stockholm) [Mono] (Gordy Jr.-Bradford)
33. You Really Got A Hold On Me (Live i Stockholm) [Mono] (Robinson)
34. Roll Over Beethoven (Live i Stockholm) [Mono] (Berry)

### Skiva 2
1. She Loves You (Live i the Royal Variety Show) [Mono]
2. Till There Was You (Live i the Royal Variety Show) [Mono] (Meredith Willson)
3. Twist and Shout (Live i the Royal Variety Show) [Mono] (Russell-Medley)
4. This Boy (Live i The Morecambe and Wise Show) [Mono]
5. I Want to Hold Your Hand (Live i The Morecambe and Wise Show) [Mono]
6. Boys, what I was thinking ... (Eric Morecambe och Ernie Wise pratar med The Beatles)
7. Moonlight Bay (Live i The Morecambe and Wise Show) [Mono] (Madden-Wenrich)
8. Can't Buy Me Love (Tagning 1 & 2)
9. All My Loving (Live i The Ed Sullivan Show) [Mono]
10. You Can't Do That (Tagning 6)
11. And I Love Her (Tagning 2)
12. A Hard Day's Night (Tagning 1)
13. I Wanna Be Your Man
14. Long Tall Sally (Johnson-Penniman-Blackwell)
15. Boys (Dixon-Farrell)
16. Shout! (Isley-Isley-Isley)
17. I'll Be Back (Tagning 2)
18. I'll Be Back (Tagning 3)
19. You Know What to Do (Harrison)
20. No Reply (Demo)
21. Mr. Moonlight (Tagning 1 & 4) (Johnson)
22. Leave My Kitten Alone (Tagning 5) (John-Turner-McDougal)
23. No Reply (Tagning 2)
24. Eight Days a Week (Tagning 1, 2 & 4)
25. Eight Days a Week (Tagning 5)
26. Kansas City/Hey-Hey-Hey-Hey (Tagning 1) (Leiber-Stoller/Penniman)